# Michael Tritter
Michael Tritter è un investigatore di polizia interpretato dall'attore David Morse, apparso nella terza stagione della serie televisiva statunitense Dr. House-Medical Division quale personaggio antagonista di Gregory House. 

## La storia

### Antefatto
Nell'episodio Pazzi di amore, il Dottor House si occupa di Michael Tritter, un esperto detective colpito da una fastidiosa infiammazione. Il dottore non attribuisce particolare gravità al problema, addossando la colpa ai suoi cerotti alla nicotina e liquidandolo con una certa ironia. Urtato e infastidito dal suo sarcasmo, Tritter sgambetta House, facendolo inciampare, ed intimandogli di non trattare gli altri come degli idioti, se non vuole che la cosa gli si ritorca contro. Fingendo di prendere la questione più seriamente, con la scusa di voler visitare Tritter, gli effettua un tampone nella zona infiammata e lo convince a effettuare una misurazione della temperatura rettale. Una volta posizionato correttamente il termometro, House lo spezza e si allontana dalla sala, lasciando Tritter da solo e gettando il campione prelevato.
Convocati da Lisa Cuddy, i due si ritrovano nel suo ufficio, dove Tritter pretende in tutti i modi le scuse di House, che però gliele rifiuta. 
Alla fine dell'episodio, mentre sta per rincasare in moto, House è costretto a fermarsi. Alle sue spalle c'è Tritter che, in ambulatorio, aveva notato il dottore assumere alcune compresse di Vicodin durante la visita. Il detective, perquisendo il medico, trova quindi la confezione del farmaco nella tasca della sua giacca. House, quindi non risponde al detective.

### Sviluppo
Nell'episodio successivo, C'est la vie, House si trova rinchiuso in una cella della stazione di polizia. Soccorso da Wilson, che paga la cauzione e gli porta una confezione di Vicodin, gli assicura di essere innocente e di aver subito le ritorsioni di Tritter.
Qualche giorno dopo, House incontra Wilson nell'atrio del suo ambulatorio. Tritter gli riferisce di aver informato Cuddy dell'arresto, ma il dottore ingoia le sue pillole con uno sguardo di sfida. Il detective se ne va, avvertendolo di non essere troppo sicuro di sé. 
Tornato a casa, House vede Tritter con due agenti impegnati in una perquisizione, che trovano più di 600 pillole di Vicodin. Accusato di spaccio, House si difende affermando che il Vicodin, per uso personale, gli è stato rilasciato su prescrizione medica. Sospettando che le ricette siano false, Tritter raggiunge Wilson nella sua stanza d'albergo e gli chiede se abbia prescritto il Vicodin a House. Wilson conferma, ma Tritter continua a dubitare: le firme sulle prescrizioni non sono tutte uguali. Wilson è sorpreso, ma spiega che a volte può aver firmato in modo diverso. Tritter cerca di metterlo alle strette, ma Wilson non cambia versione. 
Nell'episodio seguente, Ultimo sacrificio, deciso ad arrestare House, Tritter avvicina Cameron e la interroga. La dottoressa difende il suo capo, ma è spiazzata nell'apprendere che House ha abbandonato Wilson alla polizia. Tritter ne approfitta per indurla a parlare, ma il cercapersone della dottoressa inizia a squillare, inducendola a raggiungere Chase e Foreman, che la salvano dalle insidiose domande del detective.  
Tritter interroga anche Chase, affermando di essere convinto che sia stato costretto a prescrivere farmaci a House, mentendo alla polizia. Foreman interviene in sua difesa, sostenendo che House soffre realmente e che lo Stato non dovrebbe decidere quante pillole siano necessarie per alleviare il dolore di un malato. Alla fine dell'episodio, House trova Wilson in difficoltà: non può prelevare soldi con il bancomat perché i suoi fondi sono stati bloccati a causa di un'indagine della polizia in corso. House gli dice che il blocco non potrà durare a lungo, ma Wilson intuisce che si tratta di un ricatto di Tritter per costringerlo a tradire l'amico.
Nell'episodio successivo, Effetto domino, l'escalation prosegue: gli viene sequestrata l'auto e revocata la licenza di prescrivere farmaci, con gravi ripercussioni sulla sua professione di oncologo.
In Aspettando Giuda, House rimane a corto di Vicodin a causa di Tritter, che continua a perseguitare Wilson, minacciando di fare lo stesso con gli altri membri del suo team, fino a colpire anche Cuddy. Il giorno dopo, i membri del team di House si ritrovano con i conti bancari congelati.
Tritter interroga Foreman e menziona suo fratello Marcus, attualmente in prigione per problemi legati alla droga. Gli propone quindi la libertà di Marcus in cambio della sua testimonianza contro House, ma Foreman non cede. Il detective ritenta con Cameron, dicendole che prima di incontrare House faceva sempre la cosa giusta, mentre ora si ostina a difenderlo ingiustificatamente.
A pranzo Chase incontra Tritter nella caffetteria dell'ospedale. Il detective gli rivela di essere sul punto di sbloccare i conti di Cameron e Foreman, ma non il suo; entrambi sanno bene che il conto di Chase non è mai stato bloccato, poiché lui ha fatto il doppio gioco con i suoi amici. Alla fine dell'episodio, Wilson raggiunge Tritter e gli dice di volere le "trenta monete d'argento". 
In Un piccolo Natale Wilson e Tritter raggiungono un accordo: se Wilson confesserà di non aver firmato le prescrizioni, la polizia offrirà a House due mesi in un centro di disintossicazione in cambio di una sua dichiarazione di colpevolezza. House li invita freddamente a uscire dal suo ufficio. Tritter lo avverte che ha solo tre giorni per prendere una decisione. Gli amici cercano di costringerlo ad accettare, minacciandolo di negargli il Vicodin e di estrometterlo dal lavoro in caso contrario.
Wilson incontra Tritter e sottolinea che la dipendenza da farmaci danneggia le persone, ma House salva vite e riesce a prendere decisioni giuste che nessun altro potrebbe mai prendere. Comunica quindi a Tritter che non testimonierà contro House, ma il detective lo minaccia di sbatterlo in carcere e lo avverte che il suo rifiuto di testimoniare non salverà House. L'episodio si chiude con House che accetta l'offerta di Tritter, il quale ha trovato nuove prove: House ha ritirato pillole di Vicodin usando il nome di un paziente defunto. Non è più necessaria la testimonianza di Wilson per condannare House.

### Conclusione
Nell'episodio Parole e fatti House viene processato. La sua salvezza arriva grazie alla falsa testimonianza di Cuddy, che afferma di aver sostituito le pillole di Vicodin con un placebo, consapevole del fatto che l'amico era "vulnerabile e disperato". House riesce a cavarsela con una notte di detenzione per oltraggio alla corte, mentre Tritter spera di essersi sbagliato sul suo conto

## Accoglienza
Inizialmente, il personaggio di Tritter ricevette un'accoglienza positiva. Maureen Ryan del Chicago Tribune lo definì il miglior antagonista maschile dell'autunno 2006 . Lisa Edelstein nominò David Morse come una delle sue guest star preferite, dichiarando che aveva fatto un ottimo lavoro nell'interpretare il personaggio. Barbara Barnett di Blog Critics Magazine e Charles McGrath del New York Times compararono Tritter all'ispettore Javert de I miserabili,  mentre Alynda Wheat di Entertainment Weekly affermò che Tritter fosse riuscito a infastidire House più di qualunque altro personaggio, superando antagonisti come Amber Volakis (Anne Dudek), Stacy Warner (Sela Ward) e Lucas Douglas (Michael Weston). Stuart Levine, giornalista di Variety, considerò Tritter un "degno avversario" per House.
Tuttavia, il prosieguo delle vicende che coinvolgevano direttamente il personaggio fu ritenuto noioso dai critici. Staci Krause di IGN osservò che i primi episodi della terza stagione, nei quali House si riprende dopo essere stato colpito da un proiettile, risultarono più interessanti. Nella recensione dell'episodio, C'est la vie (Que Sera Sera), Michelle Kung di Entertainment Weekly notò che, sebbene David Morse fosse un buon attore, "il suo poliziotto è così ridicolmente monotono e vendicativo che le scene in cui appare sono spesso difficili da sopportare" . Alan Sepinwall di The Star-Ledger dichiarò che "contrapporre a House un poliziotto privo di senso dell'umorismo è noioso ed è una lotta impari".
Il pubblico della serie aveva già mostrato scarso apprezzamento per antagonisti con archi narrativi su più episodi, e i critici ipotizzarono che il personaggio di Tritter sarebbe stato accolto negativamente allo stesso modo. La conclusione della sottotrama e l'eliminazione di Tritter dalla serie furono descritte dal critico di USA Today, Robert Bianco, come un regalo di Natale per i fan della serie.  Dopo la sua uscita, Morse dichiarò scherzosamente che diversi fan gli avevano espresso il proprio odio per Tritter a causa delle azioni del personaggio nei confronti del Dottor House. 
Morse, tuttavia, ricevette principalmente critiche positive per la sua interpretazione di Tritter. Alan Sepinwall di The Star-Ledger lo definì un "attore superbo" , mentre Maureen Ryan del Chicago Tribune dichiarò che la "performance dimessa" di Morse avesse reso Tritter ancora più spaventoso.  L'interpretazione di Tritter valse a Morse una candidatura agli Emmy del 2007 nella categoria "Outstanding Guest Actor in a Drama Series".   La rappresentazione di Morse fu apprezzata per la sua capacità di conferire al personaggio una profondità inquietante, contribuendo a rendere la trama più avvincente. Nonostante le critiche riguardanti l'arco narrativo di Tritter, la sua performance rimase un punto di riferimento nella terza stagione della serie.